# La Dura Dura
La Dura Dura ist eine der weltweit schwersten Kletterrouten und die erste bestätigte 9b+ (5.15c) der Welt. Sie wurde von Chris Sharma 2009 im Klettergebiet Oliana in Katalonien (Spanien) eingerichtet und am 7. Februar 2013 von Adam Ondra erstbegangen. Er schlug den Schwierigkeitsgrad 9b+ für die Route vor, der von Chris Sharma bei seiner Wiederholung im März 2013 bestätigt wurde. Im Frühling 2022 gab die slowenische Kletterin Janja Garnbret bekannt, die Route zu projektieren.
Am 19. Juni 2022 wurde das Klettergebiet Oliana von einem Großbrand heimgesucht, bei dem der linke Wandteil komplett und der Hauptsektor teilweise zerstört wurde. Lokale Kletterer berichteten, dass Expressschlingen und Bohrhaken verbrannt sind und viele Griffe sowie größere Felsbrocken auf dem Boden liegen. Das Ausmaß des Schadens an der Route La Dura Dura konnte noch nicht beurteilt werden.

## Route
La Dura Dura liegt an einer 50 Meter hohen Wand aus Kalkstein. Die Route kann in drei Abschnitte eingeteilt werden:
- Der erste Abschnitt ist etwa 10 Meter lang, extrem überhängend und hat eine Schwierigkeit um 9b/+. Beendet wird der Abschnitt mit einem schlechten Knieklemm-Rastpunkt.
- Der zweite Abschnitt ist ebenfalls etwa 10 Meter lang und bewegt sich im Bereich 8c+. Nach zwei Minizangengriffen folgt ein ordentlicher Rastpunkt.
- Der nun folgende dritte Abschnitt bis zum Umlenker ist etwa 20 Meter lang und besteht aus Kletterpassagen im 8b-Bereich.

## Begehungen
Die Route ist seit ihrer Erstbegehung nur einmal wiederholt worden und hat damit zwei Begehungen:
1. 7. Februar 2013 – Adam Ondra, Tschechien
2. 23. März 2013 – Chris Sharma, USA